# Paramatachia tubicola
Paramatachia tubicola är en spindelart som först beskrevs av Hickman 1950.  Paramatachia tubicola ingår i släktet Paramatachia och familjen Desidae. Inga underarter finns listade i Catalogue of Life.